# Фред Пери
Фредерик Джон Пери (на английски: Frederick John Perry) (18 май 1909 - 2 февруари 1995), роден в Стокпорт, Чешър, е английски тенисист и трикратен шампион на Уимбълдън. Той е Играч №1 за целия свят пет години, четири от които са поредни (1934-1938), а първите три години като аматьор. Пери е последния англичанин, който печели Уимбълдън за мъже. През 1983 г. е включен в Международната тенис зала на славата.

## Ранни успехи
Фредерик Джон Пери е бил световен шампион по тенис на маса през 1929 преди да се заеме с тениса на 18-годишна възраст. От дните му като играч на тенис на маса той остава с необикновена скорост и атака на топката ниско. Той става първият играч, който спечелва и четирите самостоятелни титли на турнира Големия шлем, но не в една и съща година. Пери определено е най-младия тенисист, който е постигал кариера на този турнир, само на 26-годишна възраст. След спечелването на турнира Уимбълдън той се превръща в стветовна икона.
През 1933 Фред Пери помага на отбора си да победи Франция в състезанието за Купата Дейвис и тази победа носи на Великобритания тази награда за пръв път от 21 години.

## Като професионалист
След три години като Световен играч №1 още аматьор, Пери става професионален играч през 1937. През следващите две години той играе дълги и изморителни срещи срещу силния американски тенисист Елсуърт Вайнс. През 1937 в САЩ изиграва 61 мача с Вайнс, от които 29 са спечелени, а 32 загубени. След това отплават за Англия, където изиграват кратка серия двубои. Пери спечелва 6 срещи от общо 9 и крайния резултат става равен - по 35 победи за всеки. Повечето наблюдатели решават Пери да стане Световен Играч №1 за четвърта поредна година, но споделяйки титлата с Вайнс и аматьора Доналд Бъдж. Следващата година, 1938, серията от срещи с Вайнс е дори още по-дълга, но този път Пери е категорично победен с резултат 49 на 35 за Вайнс. Но Световен играч №1 става победителят на аматьорския голям шлем Дон Бъдж. През 1939 Бъдж става професионален играч и играе серия от мачове с Вайнс и Пери, побеждавайки ги съответно с 21-18 срещу Вайнс и 18-11 срещу Пери.

## Спортно наследство
Фред Пери е смятан за един от най-добрите тенис играчи за всички времена. През 1979 в своята автобиография Джак Крамър, дългократен тенис организатор и отличен тенисист, нарича Пери един от шестте най-велики тенисисти.
„Кралете на корта“, документален видео запис, направен през 1997 във връзка с Международната тенис зала на славата, назовава Фред Пери за един от десетте най-велики тенисисти за всички времена. Но този филм включва само тенисистите, които са играли преди „Отворената ера“ на тениса, започнала през 1968, с изключение на Род Лейвър, така че повечето от настоящите велики играчи липсват.
Крамър, обаче, има няколко възражения относно Пери. Той казва, че някога Бил Тилдън е нарекъл Пери „най-лошия добър играч на света“. Крамър казва още, че Пери е "екстремно бърз, има силно телосложение и бързи рефлекси, и може да направи прав удар с прасване, отблъсквайки го нависоко. Този удар беше почти толкова добър, колкото на Сегура." Единствената слабост на Пери според Крамър е "неговия ляв удар. Винаги когато опонент на Пери изпълняваше наистина добър удар, той ще извикваше „Много умно“. Аз никога не съм се състезавал с него, но съм чул достатъчно от останалите, че това „Много умно“, подлудявало повечето му противници.
Крамър казва още че въпреки всичките победи и като аматьор, и като професионалист, Пери е бил „опортюнист, егоистичен и себичен човек, който никога не се е интересувал за професионалния тенис. Той беше велик шампион и е помогнал на тениса, но това не е в негов интерес затова не се е и притеснявал.“ Крамър разказва няколко примера, в които на него му става ясно, че Пери е загубвал мачове нарочно, защото „искал да се осигури тълпата да рабере, че това не е достойно за него.“
Финалния коментар на Крамър е че Пери несъзнателно "е провалил тениса за мъже в Англия, въпреки че вината не е негова. Начинът, по който Пери можеше да замахва и удря топката го превръща във физическа откачалка. Никой друг не може да удря като него. Но децата се опитаха да копират стила му и това ги съсипа. Дори и след като Пери напусна, треньорите продължиха да използват него за модел на подръжание."
Статуя на Пери е издигната в Уимбълдън, Лондон през 1984 за да отбележи петдесетата годишнина от неговия пръв шампионат. В родното му място в Стокпорт е изградена специална пътека дълга 14 мили (23 км), наречена Пътят на Фред Пери през септември 2002.
Пери е добавен в Международната тенис зала на славата в Нюпорт, Роуд Айлънд през 1975. Той умира в Мелбърн, Австралия на 2 февруари 1995.

## Марка за дрехи
В края на четиридесетте години на XX в. Тиби Уегнър, австрийски футболист измислил приспособление на китката против изпотяване, се среща с Пери. Той прави няколко промени и изобретява кожената китка против изпотяване. Следващата идея на Уегнър била да произвеждат спортни ризи, направени от памук с къси ръкави и копчета ниско отпред. Достигайки Уимбълдън през 1952, поло-ризата на Пери постига небивал успех. Тази марка е позаната с логото си – лавров венец, което се появява на лявата страна на тениските. Поло-тениските са достъпни само в бяло до края на петдесетте години, когато модата изисква по-разнообразни цветове. През следващите две десетилетия тези тениски стават любими на тийнейджърите почти навсякъде.

## Пътят на Фред Пери
Пътеката на Фред Пери, кръстена на известния играч от Стокпорт, е обозначена пътека дълга 14 мили, която се разполага от Уудфорд на юг до Редиш на север. Тя комбинира селски пътечки, тихи алеи и речни долини с градски пейзажи и паркове. Пътят преминава през Уудбанк парк, където Фред Пери изиграва няколко показни срещи в тенис-кортовете на парка.

## Кариерна статистика

#### Титли отГолям шлемна сингъл (8)
| година | турнир       | съперник         | резултат                  |
| ------ | ------------ | ---------------- | ------------------------- |
| 1933   | ОП САЩ       | Джак Крофърд     | 6–3, 11–13, 4–6, 6–0, 6–1 |
| 1934   | ОП Австралия | Джак Крофърд     | 6–3, 7–5, 6–1             |
| 1934   | Уимбълдън    | Джак Крофърд     | 6–3, 6–0, 7–5             |
| 1934   | ОП САЩ       | Уилмър Алисън    | 6–4, 6–3, 1–6, 8–6        |
| 1935   | Ролан Гарос  | Готфрид фон Крам | 6–3, 3–6, 6–1, 6–3        |
| 1935   | Уимбълдън    | Готфрид фон Крам | 6–2, 6–4, 6–4             |
| 1936   | Уимбълдън    | Готфрид фон Крам | 6–1, 6–1, 6–0             |
| 1936   | ОП САЩ       | Дон Бъдж         | 2–6, 6–2, 8–6, 1–6, 10–8  |

#### Финали на турнири отГолям шлемна сингъл (2)
| година | турнир       | съперник         | резултат                |
| ------ | ------------ | ---------------- | ----------------------- |
| 1935   | ОП Австралия | Джак Крофърд     | 6–2, 4–6, 4–6, 4–6      |
| 1936   | Ролан Гарос  | Готфрид фон Крам | 0–6, 6–2, 2–6, 6–2, 0–6 |

### Титли на двойки (2)
- Открито първенство по тенис на Австралия (1934)
- Открито първенство на Франция (1936)

### Смесени двойки (4)
- Открито първенство на Франция (1932)
- Уимбълдън (1935, 1936)
- Открито първенство на САЩ (1932)